# Tankauto

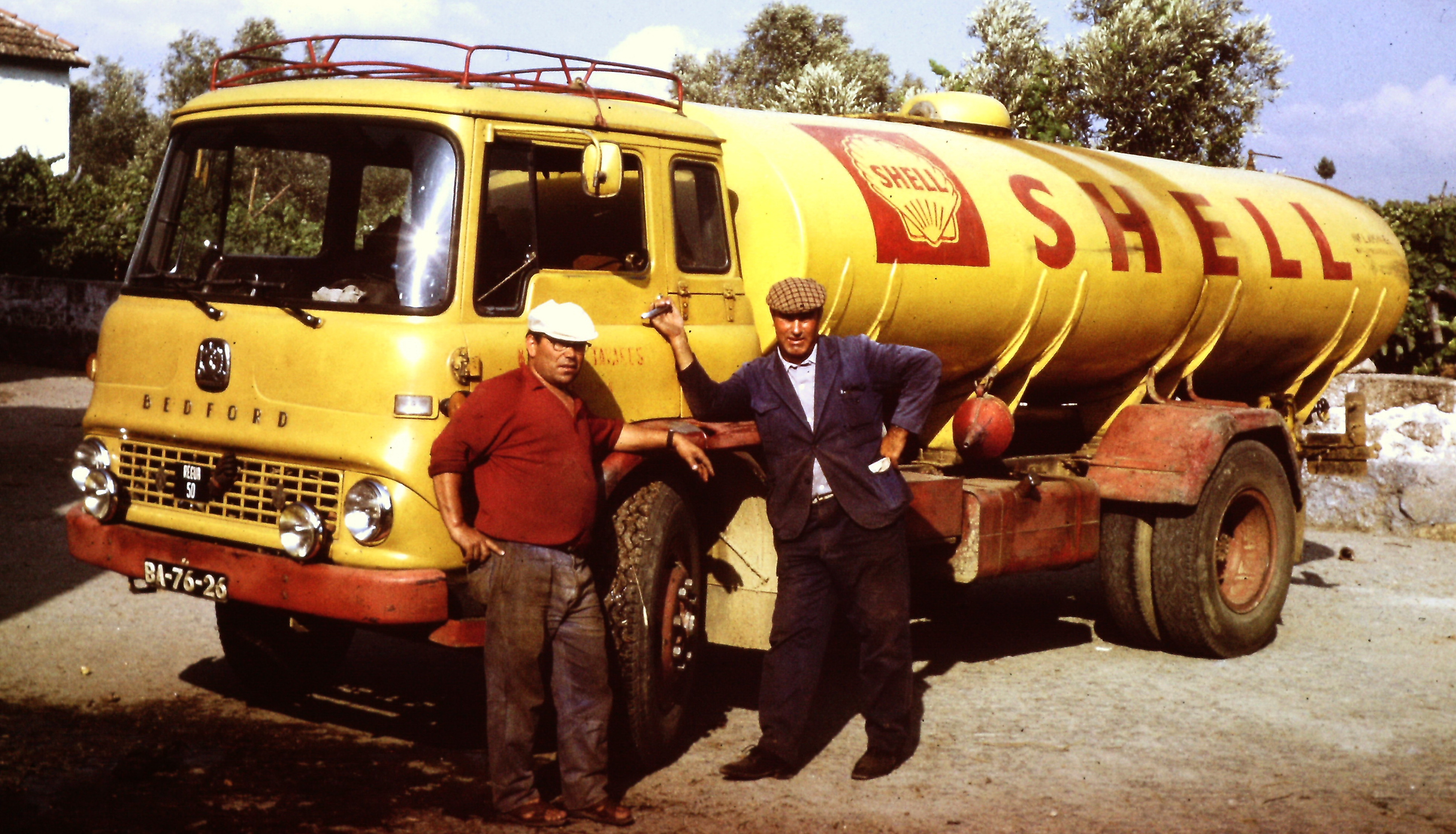
Bedford tankwagen

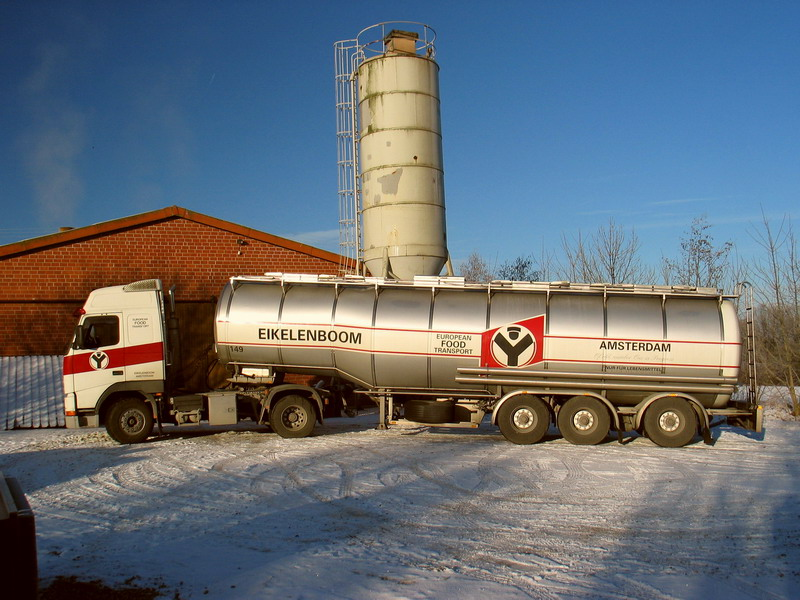
Een Volvo-truck met tankoplegger

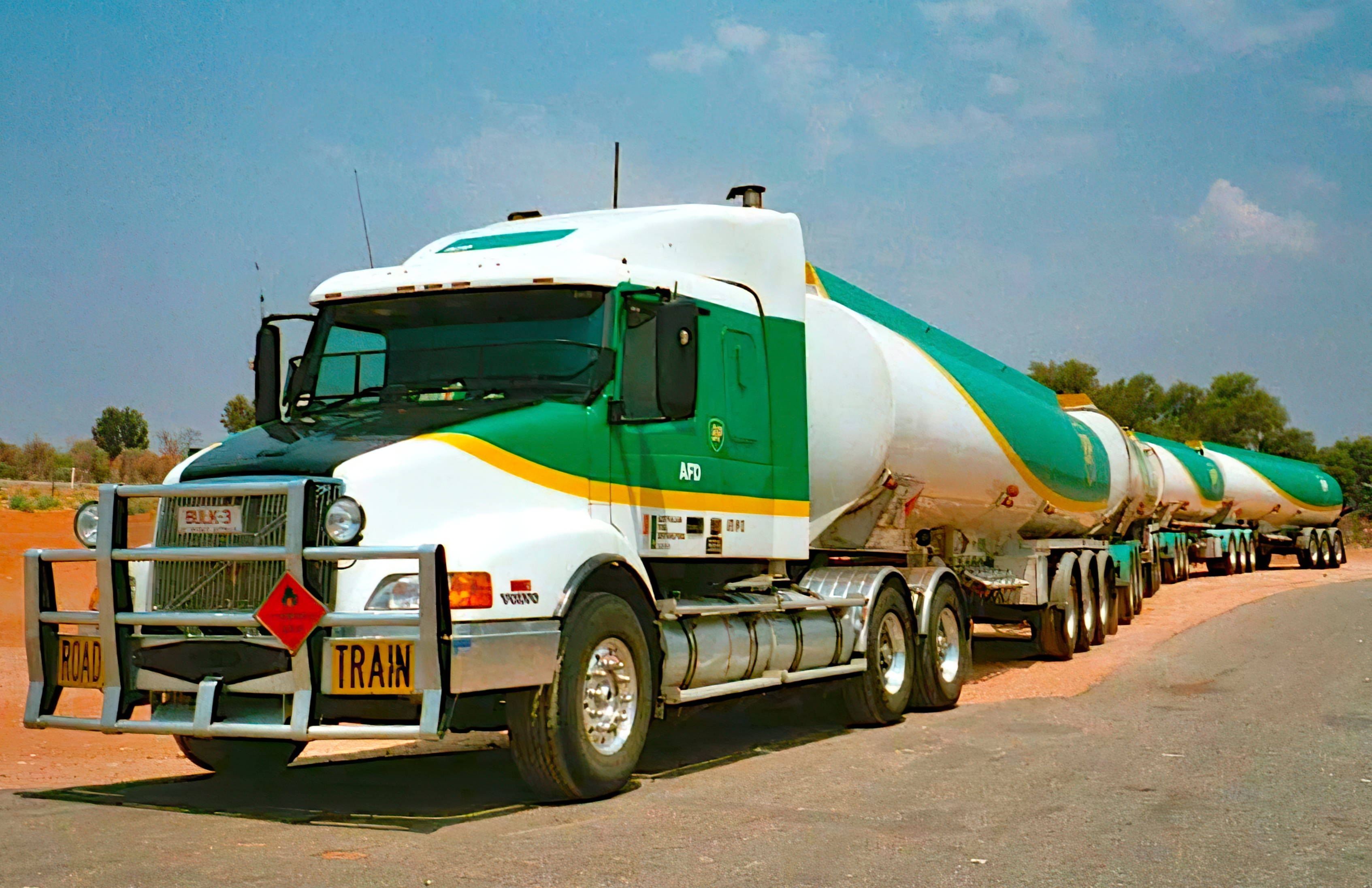
Australische road train

Een tankauto of tankwagen is een motorvoertuig dat is gebouwd om grote hoeveelheden vloeistof of gas over de weg te vervoeren.
Een tankwagen, in essentie een speciaal type vrachtauto, heeft een horizontaal gelegen tank, die meestal cilindrisch van vorm is. De tanks van de grootste tankauto’s gelijken op die van tankwagons, die ontworpen zijn om vloeistoffen te vervoeren over treinrails. Aangezien er een grote variatie bestaat in soorten vloeistof zijn er tankauto's in verschillende soorten en maten. Ze kunnen groot of klein zijn, ontworpen voor één of meerdere ladingen en al dan niet thermisch geïsoleerd. Tankauto's voor vervoer van brandstoffen zoals benzine of diesel zijn meestal voorzien van bodembelading en een dampafzuigsysteem.
Om de tank te lossen wordt druk gezet op het vloeistofniveau in de tank (schottencompressor) of wordt gebruikgemaakt van een pomp (schotten- of lobbenpomp) om het product eruit te pompen. Afhankelijk van het product (levensmiddelen of chemicaliën) kan de keuze variëren.
De meeste tankauto's bestaan uit een trekker en een tankoplegger. In enkele gevallen wordt een truckchassis met separate aanhanger ook voorzien van een tank. In de meeste gevallen gebeurt dat bij zeer specifiek werk (bijvoorbeeld bij het verzamelen van afgewerkte olie, of het ophalen van melk bij de melkveehouder). Een containertrekker met daarop een tankcontainer is formeel ook een tankauto.
Omdat de vervoerde stoffen vaak gevaarlijk zijn, of schadelijk voor het milieu, worden zowel aan de chauffeurs als aan de auto's hoge eisen gesteld die zijn beschreven in het ADR: een overeenkomst betreffende het internationale vervoer van gevaarlijke goederen over de weg.